# Alone (Sistar)
Alone è il primo EP del gruppo musicale sudcoreano Sistar, pubblicato nel 2012 dall'etichetta discografica Starship Entertainment insieme a LOEN Entertainment.

## Antefatti
L'annuncio ufficiale del ritorno delle Sistar fu rivelato il 31 marzo 2012. Tre giorni dopo, il 2 aprile, furono diffusi dei tagli del video musicale di "Alone"; il 4 aprile ne furono diffusi altri mostranti Hyolyn. La copertina dell'EP, invece, fu pubblicata il 5 aprile. Il 6 aprile fu pubblicato il primo teaser e altri tagli del video musicale mostranti Bora; seguirono altri tagli e teaser del video con Hyolyn il 7 aprile, Soyou l'8 aprile e Dasom il 9 aprile.
Le promozioni iniziarono lo stesso giorno dell'uscita del disco. Il brano "Alone" fu utilizzato come traccia promozionale nelle loro performance nei programmi M! Countdown, Music Bank, Show! Music Core e Inkigayo. Assieme alla title track, fu scelto anche il brano "Lead Me" per far parte delle loro performance. Il 27 aprile e 4 maggio, le SISTAR vinsero al Music Bank, mentre il 29 e 6 maggio nel programma Inkigayo.

## Tracce
1. Come Closer – 0:58 (War of the Stars)
2. Alone (나혼자) – 3:26 (Brave Brothers)
3. No Mercy – 3:19 (Rovin)
4. Lead Me – 3:41 (testo: Two Sidekicks, Ice Mike – musica: Ice Mike)
5. Girls On Top – 3:36 (testo: Jo Seong Hwak, Rovin – musica: Rovin)
6. I Choose to Love You (널 사랑하겠어)[14] – 3:31 (Kim Chang-Ki)
7. Alone (나혼자) (Inst.) – 3:25 (Brave Brothers)

## Formazione
- Bora – rapper
- Hyolyn – voce, rapper
- Soyou – voce
- Dasom – voce

## Classifiche

### Classifiche settimanali
| Classifica (2012) | Posizione massima |
| ----------------- | ----------------- |
| Corea del Sud     | 3                 |

### Classifiche di fine anno
| Classifica (2012) | Posizione |
| ----------------- | --------- |
| Corea del Sud     | 81        |